# Ultra Twister (Six Flags)
Ultra Twister was een stalen pijplijnachtbaan en was geopend in de volgende parken Six Flags Great Adventure, Six Flags Astroworld en heeft alleen opgeslagen gelegen in Six Flags America. De achtbaan is gemaakt door TOGO.

## Geschiedenis
Ultra Twister opende voor het eerst in Six Flags Great Adventure. De achtbaan werd gebouwd in 1985 en geopend in 1986 de achtbaan stond in het Frontier Adventures gedeelte van het park, aan een pad dat langs Rolling Thunder en Runaway Mine Train liep.
Bij de opening in 1986 was het de eerste pijplijnachtbaan ter wereld. Alhoewel de achtbaan zelf erg ruig was, werd de achtbaan een van de populairste achtbanen van het park. Toen in 1989 The Great American Scream Machine opende in het park, kwam het totaal aantal achtbanen in het park op zes. In die tijd verschenen ook bordjes met daarop de namen van de negen achtbanen uit de Six Flags Groep welke zouden worden afgebroken. Ultra Twister werd uiteindelijk afgebroken in het midden van het seizoen 1989.
De achtbaan werd verplaatst naar Six Flags Astroworld en opende in seizoen 1991. De kettinglift van de achtbaan werd aangepast van een 90 graden optakeling naar een 45 graden optakeling. De achtbaan werd ook herschilderd van wit naar blauw en groen. De achtbaan bleef in bedrijf totdat Six Flags Astroworld haar deuren sloot in de herfst van 2005. De achtbaan werd afgebroken en verplaatst naar Six Flags America. Daar lag de achtbaan enkele jaren opgeslagen.